# Verschwende deine Zeit
Verschwende deine Zeit (рус. Трать своё время) — дебютный альбом немецкой поп-рок-группы Silbermond. Вышел 12 июля 2004 года и был распродан в 600 000 экземплярах. Звукозаписывающая компания — Modul/Sony BMG. Альбом стал золотым в Швейцарии, платиновым в Австрии и Германии.

## История альбома
Работа над альбомом была начата группой ещё во время переезда из Баутцена в Берлин, где участники группы планировали раскрутиться. Этот переезд был транслирован телекомпанией Sat.1 и показан в передаче Der harte weg zum Ruhm. Песни из ещё не законченного альбома впервые стали исполняться на концертах, где группа выступала преимущественно на разогреве. В январе 2004 некоторые песни из альбома прозвучали во время выступления Жанетты Бидерман.

## Список композиций
| №                   | Название                 | Длительность |
| ------------------- | ------------------------ | ------------ |
| 1.                  | «Verschwende deine Zeit» | 3:23         |
| 2.                  | «Mach’s dir selbst»      | 2:46         |
| 3.                  | «Durch die Nacht»        | 4:10         |
| 4.                  | «Du und ich»             | 3:48         |
| 5.                  | «An dich»                | 3:15         |
| 6.                  | «Passend gemacht»        | 3:14         |
| 7.                  | «Symphonie»              | 4:32         |
| 8.                  | «1000 Fragen»            | 3:57         |
| 9.                  | «A Stückl heile Welt»    | 3:20         |
| 10.                 | «Nicht verdient»         | 3:17         |
| 11.                 | «Letzte Bahn»            | 4:08         |
| 12.                 | «1, 2, 3»                | 3:12         |
| 13.                 | «Ohne dich»              | 3:03         |
| 14.                 | «Wissen was wird»        | 4:14         |
| 15.                 | «Immer am Limit»         | 4:04         |
| Общая длительность: | Общая длительность:      | 54:48        |

### Edition Bonus Tracks
| №  | Название                | Длительность |
| -- | ----------------------- | ------------ |
| 1. | «Symphonie (Backstage)» | 3:53         |
| 2. | «Symphonie (On Stage)»  | 3:58         |
| 3. | «Symphonie (Video)»     | 8:18         |